# Közép-délszláv diarendszer
A közép-délszláv diarendszer (horvátul srednjojužnoslavenski dijasistem/dijasustav, centralnojužnoslavenski dijasistem/dijasustav vagy centralni južnoslavenski dijasistem/dijasustav) Dalibor Brozović horvát nyelvész által javasolt elnevezés. Ezzel nevezi meg a szerb, a horvát, a bosnyák és a montenegrói nyelv által alkotott, szociolingvisztikai szakszóval ausbaunyelvek csoportját. A nyelvész a dialektológiából veszi át a „diarendszer” fogalmat, abból a célból, hogy ezzel helyettesítse a nyelvészek által a volt Jugoszlávia idején használt „szerbhorvát” vagy „horvátszerb nyelv” terminusokat, amelyeket hivatalosan is használtak ebben az országban a szerbek, a horvátok, a bosnyákok és a montenegróiak nyelvének megnevezésére. Az történeti-összehasonlító nyelvészet szempontjából ez egyetlen, szociolingvisztikai terminussal élve, abstandnyelv.

## A diarendszer összetevői

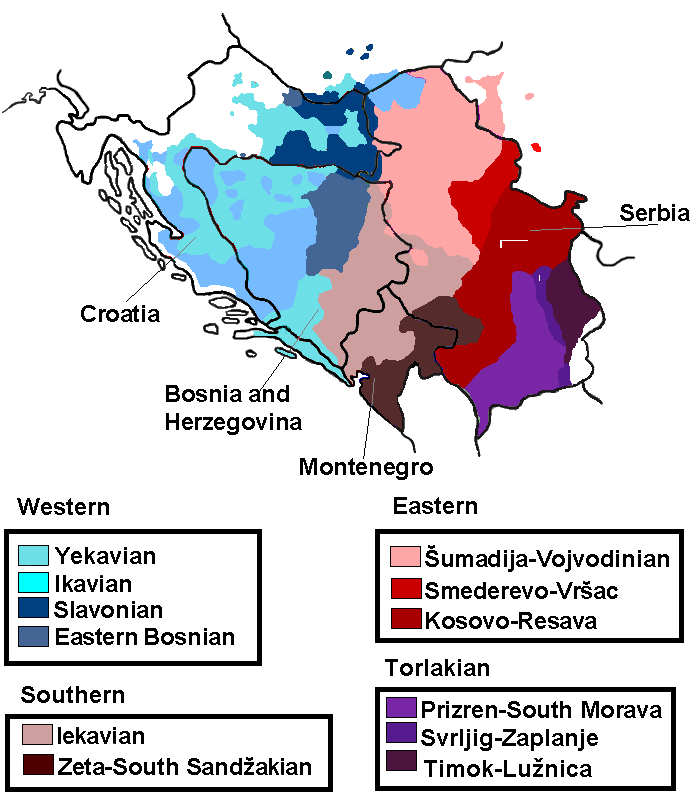
A štokavski dialektus nyelvjárásai, beleértve a torlački területi változatot

A közép-délszláv diarendszert összetevő területi változatok két szempontból tekinthetők.

A čakavski dialektus elterjedése

- Az élettelen dologra vonatkozó kérdőszó alany- és tárgyesete („mi? mit?”) alapján három dialektust különböztetnek meg:

- A štokavski (a kérdőszó što vagy šta) a legelterjedtebb változat, Szerbia, Montenegró és Bosznia-Hercegovina egésze ide tartozik. Horvátország nagy részén is ezt beszélik. Ide tartozik egész Szlavónia és Dalmácia egész szárazföldi területe (kivéve Split, Zára, Zengg és a Pelješac-félsziget északi része). A magyarországi horvátok nagy részének a nyelvjárása, és a magyarországi szerbek is ezt beszélik. Ez a nyelvjárás az alapja mind a négy fentebb említett ausbaunyelv sztenderdjének.

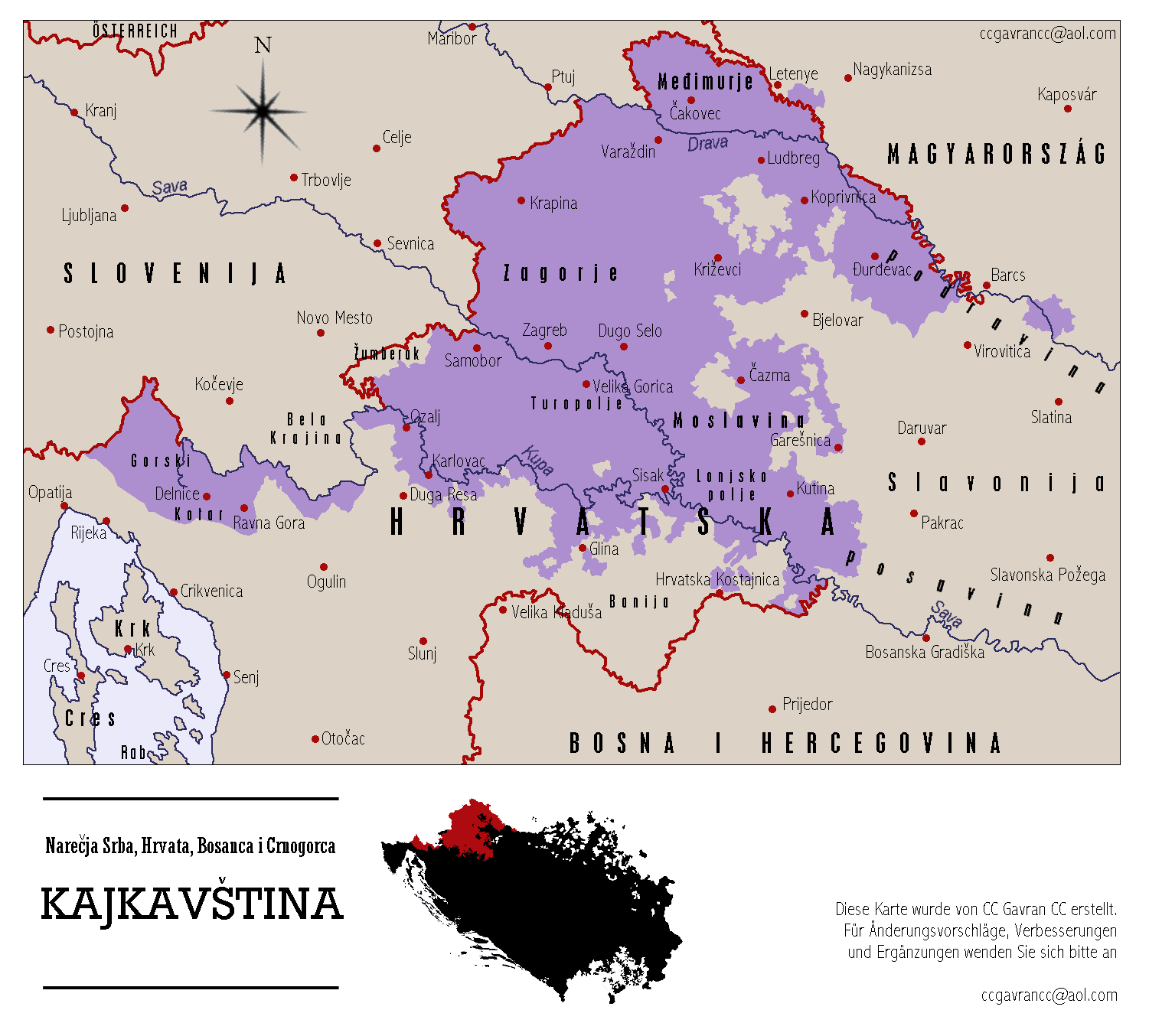
A kajkavski dialektus elterjedése

- A čakavski (a kérdőszó ča) csaknem az egész horvát szigetvilág nyelvjárása (Mljet és a környező pár sziget kivételével). A dalmát szárazföldi részen is előfordul, mégpedig Splitben, Zárában, Zenggben, és a Pelješac-félsziget déli részén. Az Isztriai-félszigeten is ez a legelterjedtebb dialektus. Ezenkívül Likában, Gorski kotarban (a Tengermellék-Hegyvidék megye része) és Žumberakban használják. A burgenlandi és a nyugat-magyarországi horvátoknak is ez a nyelvjárása. A horvát nyelv legrégebbi írott emlékeit ebben a dialektusban szerkesztették.

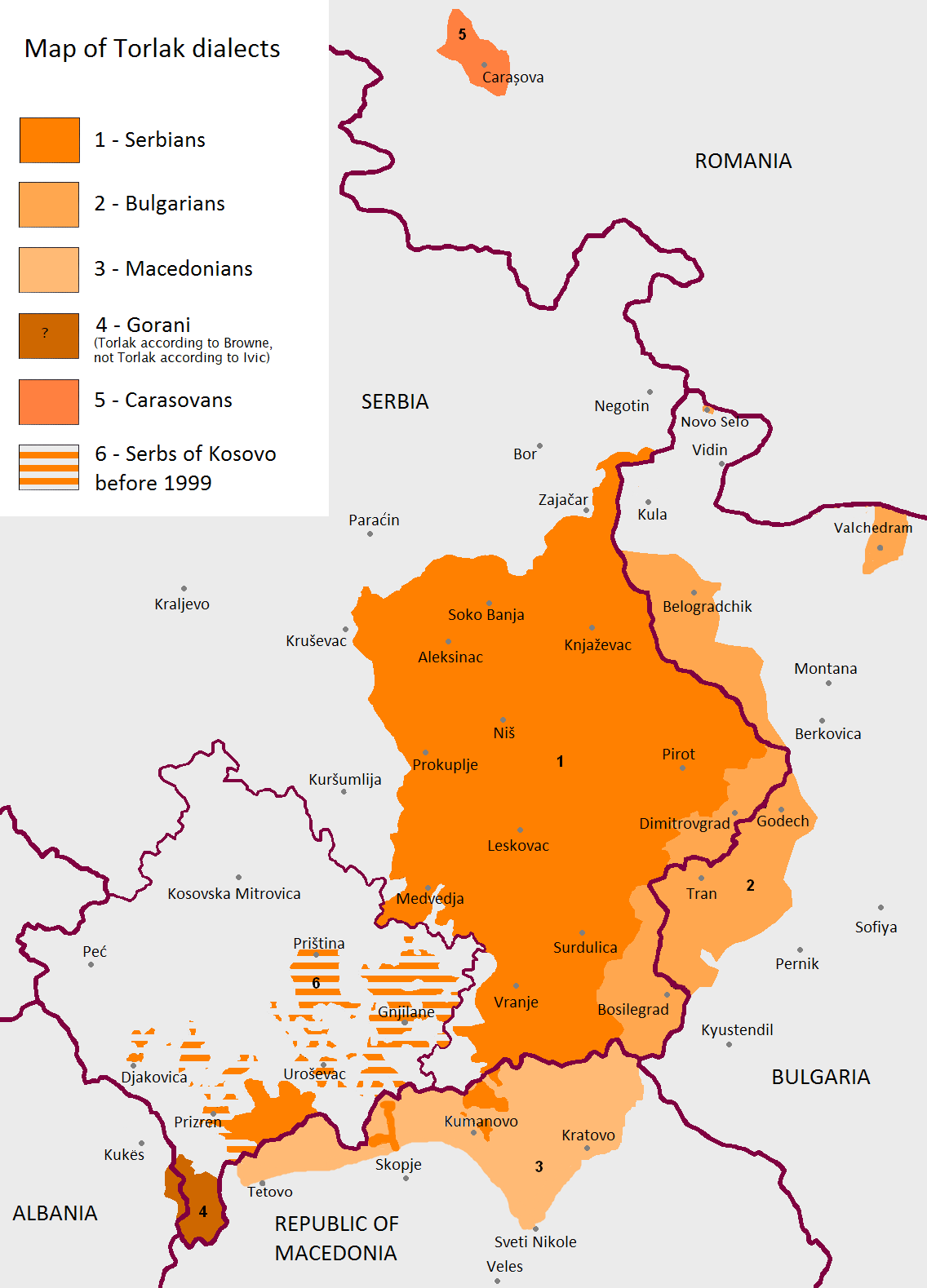
A torlački nyelvjárások általános elterjedése

- A kajkavski dialektust Horvátország északnyugati részén beszélik: Zágrábban és környékén (Kaproncát és Varasdot is beleértve), a horvát Zagorjéban, Muraközben, Sziszek környékén, a Kulpa folyó vidékén, Gorski kotarban és Észak-Isztria egyes részein. Magyarországon és Burgenlandban a horvátok egy része is beszél kajkavski nyelvjárásban.

A fenti dialektusoknak a felosztás elvétől függően még több alcsoportjuk is van. Például a štokavski dialektust általában még ó- és új-štokavski változatra szokták osztani.
Egyes nyelvészek ennek a diarendszernek külön tagjaként kezelnek egy ún. torlački dialektust. Más szerzők ezt a területi változatot a štokavski dialektushoz tartozónak tartják. Beszélői Délkelet-Szerbiában (Niš és Vranje környékén), Koszovó és Macedónia egyes részein, továbbá Északkelet-Bulgáriában élnek, de ezt használja a pár ezres krassói horvát (krassovánok) közösség is Romániában. Jellemzője a nyelvtani esetek teljes hiánya (a bolgár és a macedón nyelvhez hasonlóan). Mivel a torlački nyelvjárások hasonlóak a nyugati bolgár nyelvjárásokhoz, mindezek még viszonylag nemrég tulajdonképpen nyelvészeten kívüli vita tárgyát képezték szerb és bolgár nyelvészek között. Az előbbiek tiszta szerb, miközben az utóbbiak tiszta bolgár nyelvjárásoknak tartották őket. Valójában ezek dialektuskontinuumot képeznek, átmenetet a két nyelv között.
- Létezik egy dialektusok feletti felosztás is három úgynevezett kiejtésre (izgovori), az ószláv eredetű jat (ѣ) (fonetikai jele ě) továbbfejlődése szerint:

- Az ekavski nyelvjárásokban az ószláv jat-ból e hang lett, például a čovek ’ember’ és a reka ’folyó’ szavakban. Leginkább Szerbiára és Horvátország északnyugati részére jellemző. Szerbiában Užice  környéke és a Szandzsák, valamint a Bácska keskeny nyugati és északnyugati sávja kivételével mindenhol ez használatos, beleértve Koszovó szerbek lakta területeit is. Horvátországban Zágrábban és környékén, Sziszek környékén, Károlyvárosban, a Drávamellék nyugati részén (Varasddal és Kaproncával), a horvát Zagorjéban, Muraközben, Szlavóniának a magyar határ mellett húzódó hosszú sávjában, Eszék és Vinkovce környékén, Isztria keleti és egyes északi részein, Fiuméban, Gorski kotar egy részén és Horvátország legnagyobb szigetén, Cres-en beszélik. Magyarországon a baranyai horvátok egy része beszéli, illetve a szerbek is ekavski nyelvjárásúak. Ezt a kiejtést preferálja a szerb sztenderd.
- Az (i)jekavski nyelvjárásokban az ószláv jat-ból egyes szavakban je lett (például čovjek), másokban ije (például rijeka). Szlavónia egyes részein, Gorski kotarban (Zágráb és Fiume között, Delnice és környéke), a Žumberak-hegységben (Zágrábtól délnyugatra, a szlovén határ mellett), Likában, a boszniai határőrvidéken (Bosanska krajina) és Nyugat-Bosznia nagy részén, valamint Dalmáciának, Boszniának és Hercegovinának a Boszna és a Neretva folyó vonalától keletre eső részén (beleértve Dubrovnikot és Szarajevót is) beszélik. Az adriai szigetek közül Mljet és Lastovo (i)jekavski. Szerbiára az (i)jekavski kevésbé jellemző, Užice környéke és a Szandzsák viszont (i)jekavski, valamint Montenegró legnagyobb része is. Ez a kiejtés szerepel a horvát, a bosnyák és a montenegrói sztenderdben, de a szerb is elfogadja.
- Az ikavski nyelvjárásokban az ószláv jat-ból i hang lett (például čovik, illetve rika). Ezt a nyelvváltozatot beszélik Nyugat-Bosznia egyes részein, Közép-Boszniában (Travnik környékén), Nyugat-Hercegovinában (a Neretvától nyugatra), Dalmáciának a Neretva torkolatától északnyugatra eső teljes területén, a Bácska keskeny nyugati és északnyugati sávjában, Montenegró nyugat-tengermelléki területein és a magyarországi Mohács környékén. Egyik sztenderd nyelvváltozat sem foglalja magába.